# 28e cérémonie des Tony Awards
La 28e cérémonie des Tony Awards a eu lieu le 21 avril 1974 au Shubert Theatre de Broadway et fut retransmise sur ABC. La cérémonie récompensait les productions de Broadway en cours pendant la saison 1974-1975.

## Cérémonie
La cérémonie présentée par Peter Falk, Florence Henderson, Robert Preston et Cicely Tyson.
Le thème de la cérémonie était "Homecoming" ("Retour à la maison") où des célébrités de la télévision et du cinéma sont revenus à Broadway pour présenter les différentes récompenses. 

### Prestations
Lors de la soirée, plusieurs personnalités se sont succédé pour la présentation des prix dont ; Alan Alda, Ed Asner, Karen Black, David Carradine, Johnny Carson, Bette Davis, Peter Falk, Henry Fonda, Elliott Gould, Ken Howard, Glynis Johns, Cloris Leachman, Michael Learned, Elizabeth Montgomery, Carroll O'Connor, Al Pacino, Suzanne Pleshette, Jane Powell, Lynn Redgrave, Esther Rolle, Marlo Thomas, Lesley Ann Warren.
Plusieurs spectacles musicaux présentèrent quelques numéros en live : 
- Over Here! ("Over Here"/"Charlie's Place" - Patty et Maxene Andrews et la troupe)
- Raisin ("Whole Lot of Sunshine" - Virginia Capers/"Sidewalk Tree" - Ralph Carter)
- Lorelei ("Men" - Carol Channing, Peter Palmer et Ian Tucker)
- Good News ("You're the Cream in My Coffee" - Alice Faye et John Payne)
- Seesaw ("I'm Way ahead"/"Seesaw" - Michele Lee)
- Fanny ("Welcome Home" - Florence Henderson)
- A Mother's Kisses ("There Goes My Life" - Bea Arthur)
- Medley of Songs from Broadway Shows - Charles Nelson Reilly
- The Cradle Will Rock (Medley - Will Geer)
- George M! (Medley - Joel Grey)
- Phoenix '55 ("Upper Berth" - Nancy Walker et les hommes)
- Purlie ("New Fangled Preacher Man" - Cleavon Little)

Beatrice Arthur, Carol Channing, Will Geer, Joel Grey, Florence Henderson, Cleavon Little, Charles Nelson Reilly, Nancy Walker animèrent également la soirée.

## Palmarès
| Meilleure pièce | Meilleure comédie musicale |
| --- | --- |
| - The River Niger – Joseph A. Walker - In the Boom Boom Room – David Rabe - The Au Pair Man – Hugh Leonard - Ulysses in Nighttown – Marjorie Barkentin | - Raisin - Over Here! - Seesaw |
| Meilleur livret | Meilleure partition originale |
| - Hugh Wheeler – Candide - Robert Nemiroff et Charlotte Zaltzberg – Raisin - Michael Bennett – Seesaw | - Gigi – Frederick Loewe (musique) et Alan Jay Lerner (paroles) - The Good Doctor – Peter Link (musique) et Neil Simon (paroles) - Raisin – Judd Woldin (musique) et Robert Brittan (paroles) - Seesaw – Cy Coleman (musique) et Dorothy Fields (paroles) |
| Meilleur acteur dans une pièce | Meilleure actrice dans une pièce |
| - Michael Moriarty – Find Your Way Home dans le rôle de Julian Weston - Zero Mostel – Ulysses in Nighttown dans le rôle de Leopold Bloom - Jason Robards – A Moon for the Misbegotten dans le rôle de James Tyrone, Jr. - George C. Scott – Oncle Vania dans le rôle de Mikhail lvovich Astrov - Nicol Williamson – Oncle Vania dans le rôle d'Ivan Petrovich Voinitsky | - Colleen Dewhurst – A Moon for the Misbegotten dans le rôle de Josie Hogan - Jane Alexander – Find Your Way Home dans le rôle de Jacqueline Harrison - Julie Harris – The Au Pair Man dans le rôle de M. Rogers - Madeline Kahn – In the Boom Boom Room dans le rôle de Chrissy - Rachel Roberts – La Visite de la vieille dame / Chemin de Fer dans le rôle de Claire Zachanassian/Francine |
| Meilleur acteur dans une comédie musicale | Meilleure actrice dans une comédie musicale |
| - Christopher Plummer – Cyrano dans le rôle de Cyrano de Bergerac - Alfred Drake – Gigi dans le rôle d'Honore Lachailles - Joe Morton – Raisin dans le rôle de Walter Lee Younger - Lewis J. Stadlen – Candide dans le rôle de plusieurs personnages | - Virginia Capers – Raisin dans le rôle de Lena Younger - Carol Channing – Lorelei dans le rôle de Lorelei Lee - Michele Lee – Seesaw dans le rôle de Gittel Mosca |
| Meilleur acteur de second rôle dans une pièce | Meilleure actrice de second rôle dans une pièce |
| - Ed Flanders – A Moon for the Misbegotten dans le rôle de Phil Hogan - René Auberjonois – The Good Doctor dans le rôle d'un performer - Douglas Turner Ward – The River Niger dans le rôle de Johnny Williams - Dick Anthony Williams – What the Wine-Sellers Buy dans le rôle de Rico                                                                                 | - Frances Sternhagen – The Good Doctor dans le rôle de plusieurs personnages - Regina Baff – Veronica's Room dans le rôle de la fille - Fionnula Flanagan – Ulysses in Nighttown dans le rôle de plusieurs personnages - Charlotte Moore – Chemin de Fer dans le rôle de Sophie - Roxie Roker – The River Niger dans le rôle de Mattie Williams                                               |
| Meilleur acteur de second rôle dans une comédie musicale | Meilleure actrice de second rôle dans une comédie musicale |
| - Tommy Tune – Seesaw dans le rôle de David - Mark Baker – Candide dans le rôle de Candide - Ralph Carter – Raisin dans le rôle de Travis Younger | - Janie Sell – Over Here! dans le rôle de Mitzi - Leigh Berry – Cyrano dans le rôle de Roxana - Maureen Brennan – Candide dans le rôle de Cunégonde - June Gable – Candide dans le rôle de la vieille dame - Ernestine Jackson – Raisin dans le rôle de la jeune Ruth |
| Meilleure mise en scène pour une pièce | Meilleure mise en scène pour une comédie musicale |
| - José Quintero – A Moon for the Misbegotten - Burgess Meredith – Ulysses in Nighttown - Mike Nichols – Oncle Vania - Stephen Porter – Chemin de Fer - Edwin Sherin – Find Your Way Home | - Harold Prince – Candide - Michael Bennett – Seesaw - Donald McKayle – Raisin - Tom Moore – Over Here! |
| Meilleure chorégraphie | Meilleurs décors |
| - Michael Bennett – Seesaw - Patricia Birch – Over Here! - Donald McKayle – Raisin | - Franne et Eugene Lee – Candide - John Conklin – The Au Pair Man - Santo Loquasto – What the Wine-Sellers Buy - Oliver Smith – Gigi - Ed Wittstein – Ulysses in Nighttown |
| Meilleurs costumes | Meilleures lumières |
| - Franne Lee – Candide - Theoni V. Aldredge – The Au Pair Man - Finlay James – Crown Matrimonial - Oliver Messel – Gigi - Carrie F. Robbins – Over Here! | - Jules Fisher – Ulysses in Nighttown - Martin Aronstein – In the Boom Boom Room - Ken Billington – La Visite de la vieille dame - Ben Edwards – A Moon for the Misbegotten - Tharon Musser – The Good Doctor |

## Autres récompenses
- Liza Minnelli
- Bette Midler
- Peter Cook et Dudley Moore, co-stars et auteurs de Good Evening
- A Moon for the Misbegotten. Produit par Lester Osterman, Elliott Martin et Richard Hurner
- Candide. Produit par Chelsea Theatre Group, Harold Prince et Ruth Mitchell.
- Actors' Equity Association
- Theatre Development Fund
- John F. Wharton
- Harold Friedlander